# Ерне Шољмоши
Ерне Шољмоши (мађ. Solymosi Ernő; Диошђер, 21. јун 1940 — Будимпешта, 19. фебруар 2011) био је мађарски фудбалер. Играо је за клубове Диошђер ВТК, Ујпешт и Печуј као везни и дефанзивац. За фудбалску репрезентацију Мађарске одиграо је 38 утакмица и постигао 7 голова. Најпознатији је по учешћу у мађарском тиму који је освојио бронзану медаљу на Летњим олимпијским играма 1960. и Европском првенству 1964. и по игрању на Светском првенству 1962. године.
После фудбалске каријере радио је у Министарству унутрашњих послова, као обезбеђење Јаноша Кадара, комунистичког лидера Мађарске од 1956. до 1988. Пензионисан је 1993. године.